# تاريخ داء باركنسون
يمتد تاريخ داء باركنسون من عام 1817، عندما نشر الصيدلي البريطاني جيمس باركنسون مقالًا عن الشلل الرعاش، إلى العصر الحديث. قبل وصف داء باركنسون، كان آخرون قد وصفوا بالفعل سمات المرض التي ستحمل اسمه، بينما أدى القرن العشرين إلى تحسين المعرفة بالمرض وعلاجاته بشكل كبير. كان داء باركنسون يُعرف آنذاك باسم الشلل الرعاش (shaking palsy باللغة الإنجليزية). صيغ مصطلح داء باركنسون في عام 1865 من قبل وليام ساندرز وعمم لاحقًا على يد طبيب الأعصاب الفرنسي جان مارتن شاركو.

## الأوصاف المبكرة
تصف العديد من المصادر المبكرة أعراضًا تشبه أعراض داء باركنسون. تذكر ورقة بردى مصرية من القرن الثاني عشر قبل الميلاد ملكًا يسيل لعابه مع التقدم في السن ويحتوي الكتاب المقدس على عدد من الإشارات إلى الرعشة. تصف أطروحة طبية أيورفيدية من القرن العاشر قبل الميلاد المرض الذي يتطور مع الرعشة، وقلة الحركة، وسيلان اللعاب وغيرها من أعراض داء باركنسون. علاوة على ذلك، عولج هذا المرض بعلاجات مشتقة من عائلة موكونا الغنية بـ L-DOPA. كتب غالينوس عن مرض يكاد يكون من المؤكد أنه مرض باركنسون، واصفًا الارتعاشات التي تحدث فقط أثناء الراحة، والتغيرات في وضع الجسم، والشلل.
بعد غالينوس، لا توجد مراجع معروفة تتعلق بشكل لا لبس فيه بداء باركنسون حتى القرن السابع عشر. في هذا القرن والقرن التالي، كتب العديد من المؤلفين عن عناصر المرض، قبل وصف مرض باركنسون. ميز فرانسيسكوس سيلفيوس، مثل غالينوس، الرعاش أثناء الراحة عن الهزات الأخرى، في حين وصف يوهانس بابتيست ساغار وهيرونيموس ديفيد غوبيوس التزاوج، وهو مصطلح يشير إلى المشية المميزة لداء باركنسون. قدم جون هنتر وصفًا شاملًا للمرض، والذي ربما يكون قد أعطى باركنسون فكرة جمع ووصف المرضى الذين يعانون من الشلل المؤلم. أخيرًا، تضمن أوغست فرانسوا شوميل في أطروحته في علم الأمراض، والتي كانت معاصرة لمقالة باركنسون، عدة أوصاف للحركات غير الطبيعية والصلابة التي تطابق تلك التي تظهر في داء باركنسون.

## القرن ال 19
في عام 1817، نشر جيمس باركنسون مقالته التي تحدث فيها عن ست حالات لما أسماه الشلل الرعاش. وصفت مقالة عن الشلل الرعاش وضعية الراحة المميزة، والوضعية غير الطبيعية والمشية، والشلل وتقلص قوة العضلات، والطريقة التي يتطور بها المرض مع مرور الوقت. كما أقرت أيضًا بمساهمات العديد من المؤلفين المذكورين سابقًا في فهم داء باركنسون. على الرغم من أن المقالة اعتبرت لاحقًا العمل الأساسي حول المرض، إلا أنها لم تحظ باهتمام كبير على مدار الأربعين عامًا التي تلت ذلك. علاوة على ذلك، كان مصطلح الشلل الرعاش يُطبق في بعض الأحيان على أي حالة مع فقدان النشاط الحركي المصحوب بنوبات. وفي الواقع، فإن مصطلح الشلل وحده يشمل كلًا من العجز الحركي والحسي. مع ملاحظة ذلك، اقترح وليام ساندرز في عام 1865 استخدام مصطلح داء باركنسون لبداية الأعراض لدى كبار السن؛ وقد تم تسميته بشكل مختلف بالشلل agitans festinia، - الشيخوخة أو الشلل الرعاش.
من بين أطباء الأعصاب الذين أضافوا المزيد إلى المعرفة حول المرض، تروسو، جاورز، كينير ويلسون وإرب، وأبرزهم شاركو، الذي كانت دراساته بين عامي 1868 و1881 علامة بارزة في فهم المرض. ومن بين التطورات الأخرى التي قام بها التمييز بين الصلابة والضعف وبطء الحركة. كما دافع عن إعادة تسمية المرض تكريما لباركنسون.

## القرن العشرين وما بعده
ظهرت أولى التكهنات المتعلقة بالركيزة التشريحية لداء باركنسون بعد 80 عامًا من مقالة باركنسون، عندما اقترح إدوارد بريسو أن أصل المرض كان في المهاد أو السويقة الدماغية وقد يكون ناجمًا عن آفة إقفارية. في عام 1912، وصف فريدريك ليوي اكتشافًا مرضيًا في الأدمغة المصابة، سُمي لاحقًا أجسام ليوي. في عام 1919، أفاد كونستانتين تريتياكوف أن المادة السوداء هي البنية الدماغية الرئيسية المتأثرة، ولكن لم يتم قبول هذه النتيجة على نطاق واسع حتى تم تأكيدها من خلال المزيد من الدراسات التي نشرها رولف هاسلر في عام 1938. جرى التعرف على التغيرات البيوكيميائية الأساسية في الدماغ في الخمسينيات من القرن الماضي، ويرجع ذلك إلى حد كبير إلى عمل أرفيد كارلسون على الناقل العصبي الدوبامين وأوليه هورنيكيويتز على دوره في مرض باركنسون. حصل كارلسون في النهاية على جائزة نوبل لهذا العمل.